# レラ・スター
レラ・スター（Ariana Jollee、1985年6月13日 - ）は、アメリカ合衆国のポルノ女優。フロリダ州マイアミ出身。